# Wolfgang Dallach
Wolfgang Dallach (* 2. Februar 1951; † 18. Januar 2015 in Rechberghausen) war ein deutscher Konstrukteur, Kunstflieger und Unternehmer.

## Leben
Dallach begann seine Karriere als Konstrukteur von Luftfahrzeugen mit einem Kunstflugzeug, der Diabolo, die auf dem Design der Stephens Akro basierte. Er wollte ein Flugzeug bauen, das leichter und weniger träge war als die damals vorherrschenden Pitts und Zlín.
Die Diabolo war mit einem bewährten Sechszylinderboxermotor Lycoming AEIO-540 D4B5 mit 260 PS ausgestattet; revolutionär war hingegen die Konstruktion von Zelle und Tragfläche, die eine Flugmasse von gerade einmal 700 kg ermöglichte. Wolfgang Dallach wurde mit seiner Konstruktion zweimal deutscher Vize-Kunstflugmeister und einmal Vize-Europameister. Bis zu seinem Tod war er mit der Maschine in Kunstflugdarbietungen aktiv.

### Ultraleichtflugzeugbau
Nachdem er seine Karriere als Kunstflugpilot beendet hatte, wandte er sich 1982 der Konstruktion von Ultraleichtflugzeugen zu, wo er seine Erfahrungen aus Konstruktion und Bau der Diabolo einbringen konnte.
Es entstanden nacheinander die Konstruktionen Sunrise, Sunwheel, Fascination und Evolution.
Bei den beiden erstgenannten Ultraleichtflugzeugen nahm sich Dallach klassische Vorbilder. So erinnerte die 1984 erschienene Sunrise stark an die Klemm Kl 25, bei der Sunwheel handelt es sich um einen klassisch anmutenden Doppeldecker.

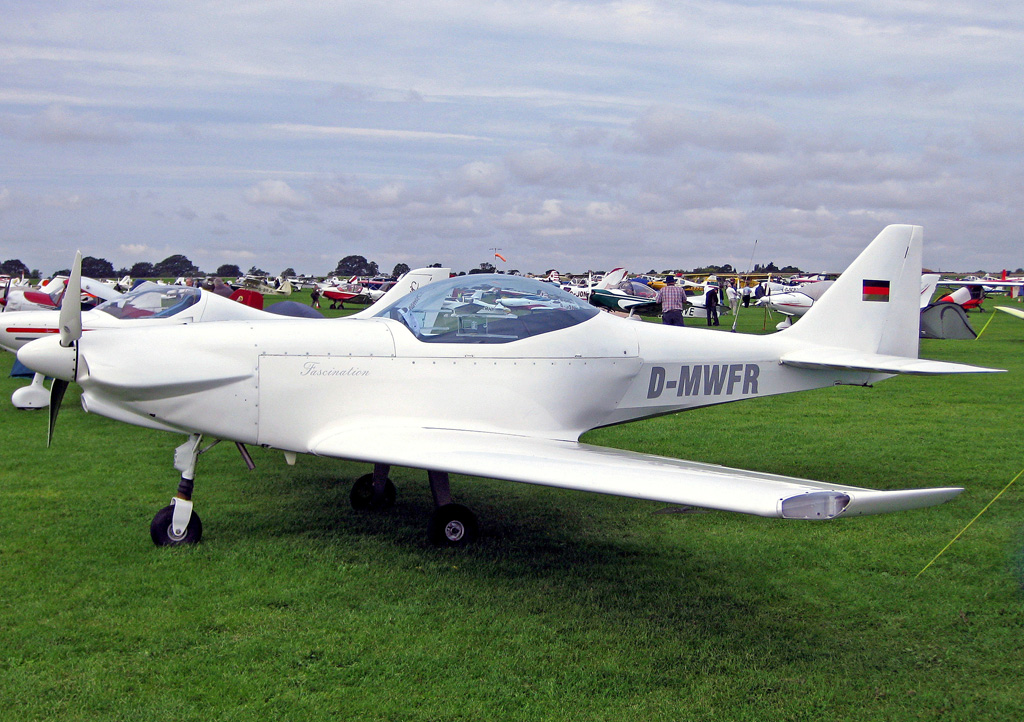
Fascination

Die Fascination war mit ihrem schnittigen Design und der für UL-Flugzeuge extrem hohen Reisegeschwindigkeit und Reichweite ein sehr beliebtes Flugzeug, das mit seiner Leistungsfähigkeit neue Standards in der UL-Klasse setzte und in mehr als 200 Exemplaren gebaut wurde. Bei der Version D4-B kam es zu einer Reihe von Unglücken durch Strukturversagen, deren Ursache von der Bundesstelle für Flugunfalluntersuchung auf einen Produktionsfehler beim Lieferanten der Tragflächen sowie Überladung und zu schnelles Fliegen in turbulenter Wetterlage zurückgeführt wurde.
Die Firma WD führte daher ergänzende Untersuchungen mit vergleichbar falsch verklebten Tragflächen durch und konnte so nachweisen, dass die für die Musterzulassung erforderlichen Festigkeitswerte auch mit dem Klebfehler noch um 15 % überschritten wurden. Die Fascination wurde später auch als VLA-Flugzeug mit 570 kg MTOW in der E-Klasse zugelassen und profitierte so wesentlich von der weniger strikten Gewichtsbeschränkung.
Die D4 BK (für Vollkunststoffbauweise) war eine komplett neue Entwicklung und nicht so empfindlich wie das Vorgängermodell.
Die Evolution hingegen war ein Hochdecker, der durch hohe aerodynamische Güte besonders gute Flugleistungen erzielte.

### Insolvenz
Im April 2005 ging die WD Leichtflugzeugbau GmbH in Insolvenz. Im Jahr 2006 erwarb die Schweizer Firma Swiss Light Aircraft sämtliche Typenrechte, im Jahr 2014 wurden diese wieder an Wolfgang Dallach zurückgegeben, da Swiss Light Aircraft in den 8 Jahren keine Produktion in Gang brachte und die einzige in deren Besitz befindliche VLA bei einem Landeunfall zu Bruch ging. Die Musterbetreuung für die UL-Muster übernahm am 1. August 2008 die DG Flugzeugbau in Bruchsal. Ebenfalls 2014 wurde die Musterbetreuung wieder von Wolfgang Dallach übernommen.
Das Muster Fascination UL wurde noch bis 2015 von der ehemaligen Produktionsfirma Wolfgang Dallachs in Tschechien als „F100“ weitergebaut. Durch einige Veränderungen sollte das Muster an die Marktbedürfnisse angepasst werden. Durch eine verfehlte Modellpolitik, schwache Werbung und nicht zuletzt den Streit um die Urheberrechte mit Wolfgang Dallach, konnte sich dieses Modell am Markt nicht durchsetzen.
Eine in Kooperation begonnene Zusammenarbeit für den Bau eines Elektroflugzeuges auf Basis der F100-Fascination scheiterte durch den Ausstieg eines Investors.

### Tod
Dallach kam am 18. Januar 2015 mit seiner 49-jährigen Lebensgefährtin ums Leben, als seine private Piper PA-24 Comanche in Rechberghausen auf den Boden prallte. Dallach war zum Unfallzeitpunkt nach Angaben der Staatsanwaltschaft infolge einer Kohlenstoffmonoxidvergiftung bewusstlos.